# Coelotes striatilamnis ketmenensis
Coelotes striatilamnis là một phân loài nhện trong họ Amaurobiidae.
Loài này thuộc chi Coelotes. Coelotes striatilamnis ketmenensis được miêu tả năm 2001 bởi Ovtchinnikov.